# 各務野自然遺産の森
各務野自然遺産の森（かかみのしぜんいさんのもり）とは、岐阜県各務原市にある各務原市営の総合公園。

## 概要
各務原市の水と緑の回廊計画により整備され、2004年（平成16年）10月23日に開園。
各務原市と関市との市境に横たわる各務原アルプスの南側にある。県営各務原公園 - 各務野自然遺産の森 - 寒洞池のルートは東海自然歩道のモデルコース「車折神社と不動めぐりのみち」の一部になっている。
広さは約36.8ha。境川（新境川）の源流付近にあり、里山の特徴を示す自然環境の保全・再生が行われている。
自然環境や地域文化教育等の拠点として、自然体験塾が整備されており、自然体験講座が開催されている。
付近はオオタカの生息地であり、敷地内の雑木林では営巣が確認されたことがある。

## 施設

### 健脚の森
金山（標高347.7メートル）への登山道「健脚の道」がある。 

### くつろぎの森
芝生広場、小川、池が整備されている。自然体験塾は茅葺き屋根の建物であり、江戸時代末期の各務郡前野村（後の前洞村→稲葉郡那加町→各務原市）の庄屋の建物を移築したものである。

### ひみつの森
全長1.6kmのMTBコースがある。

### 発見の森
湿地帯があり、水生植物や水生昆虫が生息。

### 出会いの森
- 芝生広場
- みなもと池（境川源流）

## 所在地
- 岐阜県各務原市各務字車洞

## 開園時間
- 開園時間：8：00～17：00（年中無休）
- 駐車場：160台

## アクセス

### 公共交通機関
- 名鉄各務原線 名電各務原駅、苧ヶ瀬駅より徒歩で約40分。
- JR高山本線 各務ケ原駅より徒歩で約40分。

### 自動車
- 国道21号「鵜沼西町」交差点を北上。約3km（各務原パークウェイ沿い）。